# 8e étape du Tour d'Italie 2009
La 8e étape du Tour d'Italie 2009, s'est déroulée le 16 mai 2009. Cette étape longue de 208 km reliait Morbegno à Bergame.

## Récit
L'étape est assez montagneuse avec deux cols. C'est dans la descente du second col que se produit le drame de cette 8e étape. Le coureur espagnol Pedro Horrillo, 35 ans, chute à la sortie d'un virage. Il tire tout droit et bascule par-dessus la rambarde. Il chute 60 m en contrebas dans le ravin. Bien qu'amorti par les arbres, il reste dans le coma pendant 24 h et s'en tire avec plusieurs fractures et traumatismes.

## Classement de l'étape
| Classement de la 8e étape | Classement de la 8e étape | Classement de la 8e étape | Classement de la 8e étape                         | Classement de la 8e étape |
|                           | Coureur                   | Pays                      | Équipe                                            | Temps                     |
| ------------------------- | ------------------------- | ------------------------- | ------------------------------------------------- | ------------------------- |
| 1er                       | Kanstantsin Siutsou       | BLR                       | Columbia-High Road                                | en 5 h 4 min 34 s         |
| 2e                        | Edvald Boasson Hagen      | NOR                       | Columbia-High Road                                | + 21 s                    |
| 3e                        | Danilo Di Luca            | ITA                       | LPR Brakes-Farnese Vini                           | m.t.                      |
| 4e                        | Michael Rogers            | AUS                       | Columbia-High Road                                | m.t.                      |
| 5e                        | Franco Pellizotti         | ITA                       | Liquigas                                          | m.t.                      |
| 6e                        | Stefano Garzelli          | ITA                       | Acqua & Sapone-Caffè Mokambo                      | m.t.                      |
| 7e                        | Damiano Cunego            | ITA                       | Lampre-NGC                                        | m.t.                      |
| 8e                        | Jackson Rodríguez         | VEN                       | Serramenti PVC Diquigiovanni - Androni Giocattoli | m.t                       |
| 9e                        | Marzio Bruseghin          | ITA                       | Lampre-NGC                                        | m.t.                      |
| 10e                       | Thomas Rohregger          | AUT                       | Team Milram                                       | m.t.                      |
| modifier                  |                           |                           |                                                   |                           |

## Classements à l'issue de l'étape

### Classement général
| Classement général | Classement général | Classement général | Classement général      | Classement général  |
|                    | Coureur            | Pays               | Équipe                  | Temps               |
| ------------------ | ------------------ | ------------------ | ----------------------- | ------------------- |
| 1er                | Danilo Di Luca     | ITA                | LPR Brakes-Farnese Vini | en 33 h 13 min 35 s |
| 2e                 | Thomas Lövkvist    | SWE                | Columbia-High Road      | + 13 s              |
| 3e                 | Michael Rogers     | AUS                | Columbia-High Road      | + 44 s              |
| 4e                 | Levi Leipheimer    | USA                | Astana                  | + 51 s              |
| 5e                 | Denis Menchov      | RUS                | Rabobank                | + 58 s              |
| 6e                 | Ivan Basso         | ITA                | Liquigas                | + 1 min 14 s        |
| 7e                 | Carlos Sastre      | ESP                | Cervélo TestTeam        | + 1 min 24 s        |
| 8e                 | Christopher Horner | USA                | Astana                  | + 1 min 25 s        |
| 9e                 | Franco Pellizotti  | ITA                | Liquigas                | + 1 min 35 s        |
| 10e                | David Arroyo       | ESP                | Caisse d'Épargne        | + 1 min 49 s        |
| modifier           |                    |                    |                         |                     |

### Classement par points
| Classement par points | Classement par points | Classement par points | Classement par points   | Classement par points |
| --------------------- | --------------------- | --------------------- | ----------------------- | --------------------- |
|                       | Coureur               | Pays                  | Équipe                  | Point(s)              |
| 1er                   | Danilo Di Luca        | ITA                   | LPR Brakes-Farnese Vini | 72 points             |
| 2e                    | Edvald Boasson Hagen  | NOR                   | Columbia-High Road      | 65 pts                |
| 3e                    | Alessandro Petacchi   | ITA                   | LPR Brakes-Farnese Vini | 54 pts                |
| modifier              |                       |                       |                         |                       |

### Classement du meilleur grimpeur
| Classement du meilleur grimpeur | Classement du meilleur grimpeur | Classement du meilleur grimpeur | Classement du meilleur grimpeur | Classement du meilleur grimpeur |
| ------------------------------- | ------------------------------- | ------------------------------- | ------------------------------- | ------------------------------- |
|                                 | Coureur                         | Pays                            | Équipe                          | Point(s)                        |
| 1er                             | Danilo Di Luca                  | ITA                             | LPR Brakes-Farnese Vini         | 25 points                       |
| 2e                              | Stefano Garzelli                | ITA                             | Acqua & Sapone-Caffè Mokambo    | 15 pts                          |
| 3e                              | Denis Menchov                   | RUS                             | Rabobank                        | 15 pts                          |
| modifier                        |                                 |                                 |                                 |                                 |

### Classement du meilleur jeune
| Classement général du meilleur jeune | Classement général du meilleur jeune | Classement général du meilleur jeune | Classement général du meilleur jeune              | Classement général du meilleur jeune |
|                                      | Coureur                              | Pays                                 | Équipe                                            | Temps                                |
| ------------------------------------ | ------------------------------------ | ------------------------------------ | ------------------------------------------------- | ------------------------------------ |
| 1er                                  | Thomas Lövkvist                      | SWE                                  | Columbia-High Road                                | en 33 h 13 min 48 s                  |
| 2e                                   | Kevin Seeldraeyers                   | BEL                                  | Quick Step                                        | + 2 min 44 s                         |
| 3e                                   | Jackson Rodríguez                    | VEN                                  | Serramenti PVC Diquigiovanni - Androni Giocattoli | + 4 min 5 s                          |
| modifier                             |                                      |                                      |                                                   |                                      |

### Classement par équipes
| Classement par équipes | Classement par équipes                            | Classement par équipes | Classement par équipes |
|                        | Équipe                                            | Pays                   | Temps                  |
| ---------------------- | ------------------------------------------------- | ---------------------- | ---------------------- |
| 1re                    | Columbia-High Road                                | États-Unis             | en 98 h 59 min 59 s    |
| 2e                     | Astana                                            | Kazakhstan             | + 34 s                 |
| 3e                     | Serramenti PVC Diquigiovanni - Androni Giocattoli | Italie                 | + 3 min 7 s            |
| modifier               |                                                   |                        |                        |

## Abandons
Abandons
15.  Julien Loubet (AG2R La Mondiale)

99.  Ruslan Pidgornyy (ISD)

146.  Pedro Horrillo (Rabobank)